# Guerra di Perugia
La guerra di Perugia, nota anche come Bellum Perusinum (41-40 a.C.), è l'esito della accesa rivalità tra Ottaviano e Lucio Antonio (fratello del triumviro Marco Antonio), che, affiancato dalla cognata Fulvia, nel biennio 42-40 a.C. rappresentò un valido antagonista di Ottaviano in quanto a prestigio e potere in Italia.

## Contesto storico
Dopo la disfatta dei cesaricidi Marco Giunio Bruto e Gaio Cassio Longino a Filippi per opera di Antonio e Ottaviano, quest'ultimo aveva avuto l'ingrato compito di trovare i fondi necessari per sistemare con un appezzamento di terra circa 170 000 veterani, dei quali ben 100 000 avevano combattuto nella battaglia di Filippi. Le confische territoriali fatte in Italia nel 41 a.C., attuate principalmente in Etruria, crearono ulteriori inimicizie a Ottaviano, e proprio su questo crescente malcontento fecero leva Fulvia e Lucio Antonio. Agendo però troppo di fretta, i due fornirono a Ottaviano i pretesti per muoversi nella piena legalità. Il triumviro Marco Antonio, dal canto suo, rimase assolutamente neutrale nello scontro, e solo con molto ritardo i suoi generali Ventidio Basso e Asinio Pollione intervennero nel combattimento, senza tuttavia incidere sulle sorti del conflitto. Ventidio si ritirò infatti ad Ariminum mentre Asinio a Ravenna.

### Casus belli
Lucio Antonio ammassò truppe a Preneste e poi si recò a Roma, dove promise che il fratello (che ora si trovava in oriente) avrebbe restaurato la Repubblica. Il Senato conferì allora a Lucio l'imperium per muovere in armi contro Ottaviano, che non fu però abbandonato dalle sue truppe.
Lucio Antonio, console per il 41 a.C., era riuscito a coagulare attorno a sé l'opposizione senatoriale contro Ottaviano, mentre il fratello era impegnato in Oriente, come deciso nella spartizione delle sfere di influenza romane tra i triumviri. Malgrado il sostegno ottenuto, persino da alcuni amici della famiglia di Ottaviano, non fu possibile per Lucio raggiungere l'obiettivo che si era proposto, e cioè rendere illegale il Secondo triumvirato, in quanto i veterani e gli eserciti erano fedeli ai triumviri, da cui si aspettavano l'elargizione di terre.

## L'assedio

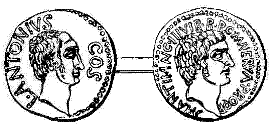
Lucio Antonio su una moneta coniata nel 41 a.C., anno del suo consolato. Al rovescio è raffigurato Marco Antonio, fratello di Lucio

Lucio Antonio, sostenuto anche da Fulvia, fu quindi costretto a ritirarsi con i suoi seguaci a Perugia, dove venne raggiunto da Ottaviano. Alla fine, Lucio Antonio e Fulvia furono assediati nella città di Perugia e, lasciati soli dal loro parente, si arresero nell'inverno 41-40 a.C., dopo una lunga resistenza, per mancanza di cibo. Dopo la fine della guerra, Ottaviano punì con durezza la città etrusca, sterminandone  l’aristocrazia. Infatti, sebbene Ottaviano salvasse la vita a Lucio Antonio, non mostrò la stessa pietà per Perugia, che venne saccheggiata e bruciata, né per i suoi cittadini di rango senatoriale, che vennero uccisi come sacrificio, in 300 alle Idi di marzo, nell'anniversario della morte di Gaio Giulio Cesare.
Fulvia fu esiliata a Sicione (Oriente, in Grecia), dove morì di malattia, mentre Lucio ebbe da Ottaviano il governatorato della Spagna: Ottaviano voleva così evitare un inasprimento dei rapporti già tesi con il rivale Antonio.

### Fonti classiche
- Appiano, De bellis civilibus, V, 32-49.
- Gaio Svetonio Tranquillo, De vita Caesarum,  pp. libri I-II-III.
- Properzio, Elegie, I,  21 e 22.
- Seneca: De clementia, I, 11, 1.
- Cassio Dione:  Storia romana. 44-50.
  - Storia romana, XXXXVIII, 1-15.

### Storiografia moderna
- Cantarella Eva, Giulio Guidorizzi, Storia antica e medievale, Milano, Einaudi, 2002.
- Eck, Werner, The Age of Augustus, Blackwell Publishing, 2003, ISBN 0631229582, pp. 19–20.
- Nicolas Geoffrey Lemprière Hammond, Howard Hayes Scullard, Dizionario di antichità classiche di Oxford, Roma, Edizioni Paoline, 1981, ISBN 88-215-0374-7.
- Briquel, Dominique, Le sacrifice humain attribué a Octave lors du siege de Perouse, in Augusta Perusia, a cura di Università degli Studi di Perugia e di Giorgio Bonamente, editrice "Pliniana", Perugia, 2012.